# Саїткулово (Кугарчинський район)
Саїтку́лово (рос. Саиткулово, башк. Сәйетҡол) — село у складі Кугарчинського району Башкортостану, Росія. Входить до складу Новопетровської сільської ради.
Населення — 193 особи (2010; 236 в 2002).
Національний склад:
- башкири — 89%